# فشقاوات
الفشقاوات (الاسم العلمي: Pleuroceridae)، فصيلة حيوانات حلزونية متوسطة القد تعيش في المياه العذبة، من الرخويات بطنيات القدم. تضم حوالي 150 نوعًا موجودًا (حي).